# سوبک‌حتپ یکم

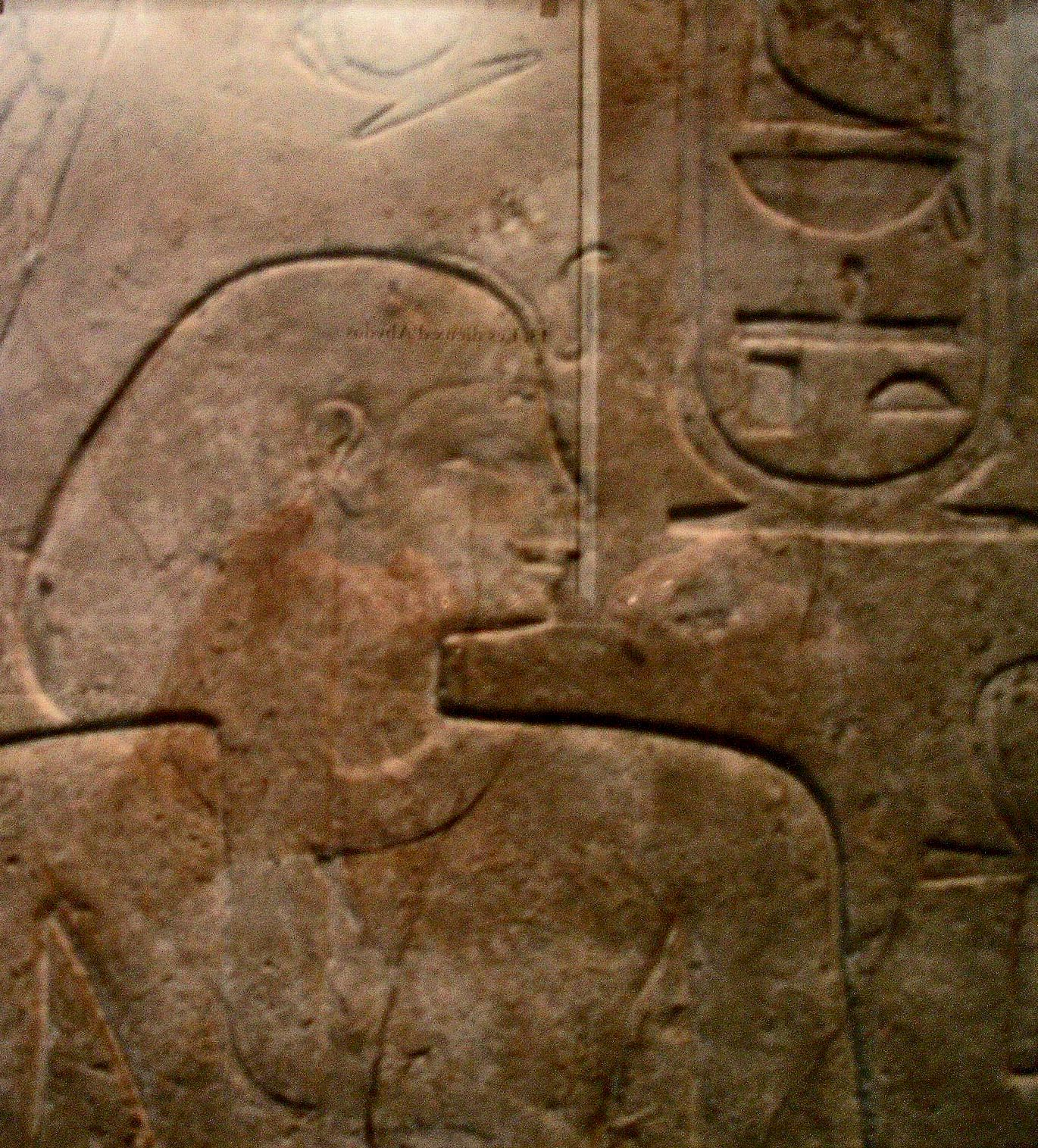
شاه مصری در دودمان سیزدهم

سوبک‌حتپ یکم شاهی مصری در دودمان سیزدهم بود. نام تاجی او سخم‌رع خوتاوی بوده است.

## شواهد

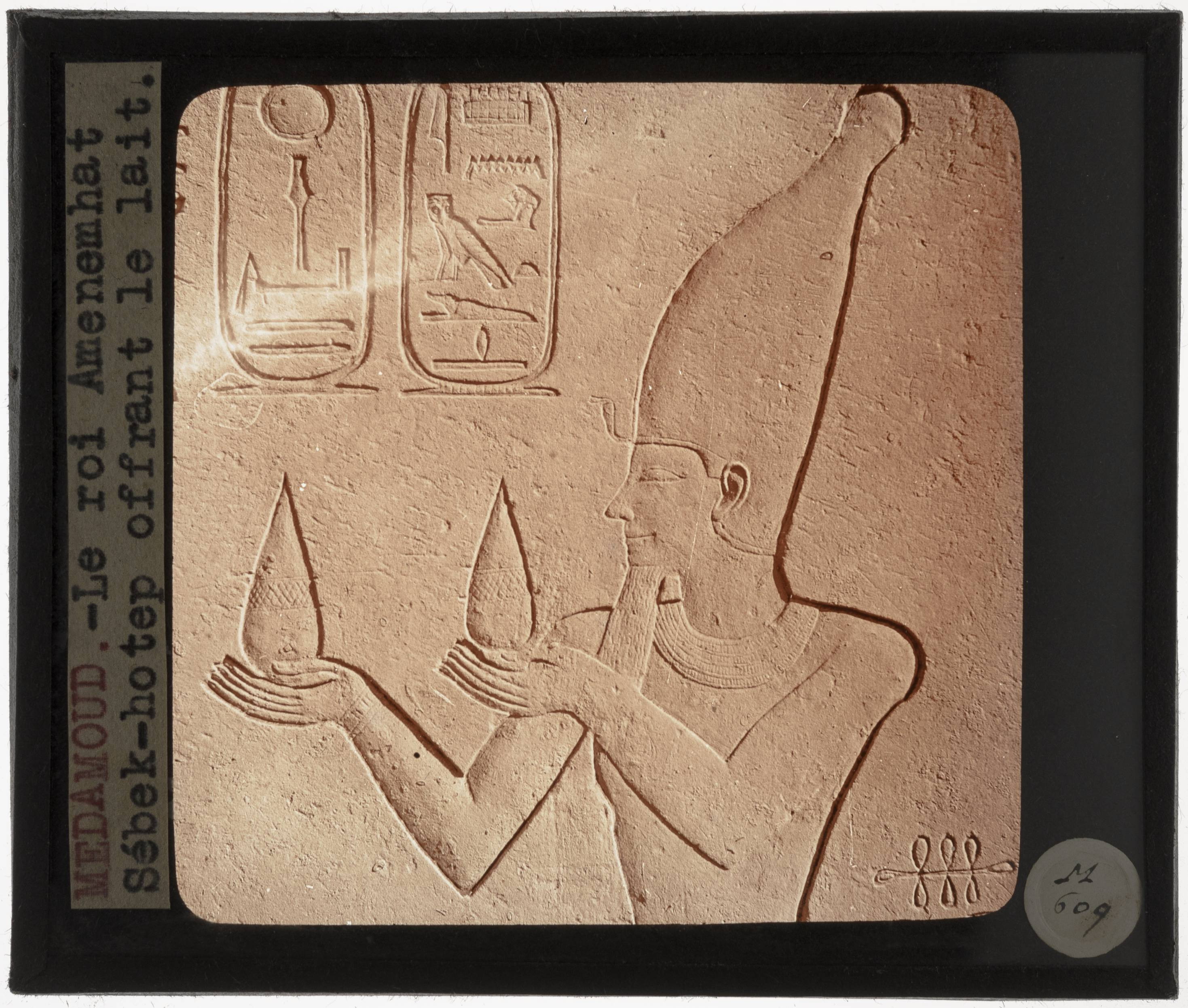
مدامود. معبد مونتو. سردرِ معبد

نام او بر روی آثار متعددی از جمله یک تندیس، نوشته‌های ثبت‌شده از بالاآمدگی رود نیل در نوبی، و کارهای ساختمانی در مدامود و اقصر آمده است.
در میان مصرشناسان دربارهٔ جایگاه این فرعون در تاریخ مصر بحث در جریان است. پاپیروس تورین نام سخمرع خوتاوی را به عنوان ۱۹امین شاه دودمان سیزدهم ذکر می‌کند ولی نوشته‌های ثبت بالاآمدگی نیل و نیز اشاره به نام او در پاپیروسی که در لاهون کشف شده، نشان می‌دهند که او باید به احتمال زیاد از شاهان آغازین این دوره باشد. در حال حاضر وی را بنیان‌گذار دودمان سیزدهم مصر می‌دانند.